# Aguapinole
Aguapinole är en ort i Mexiko.   Den ligger i kommunen Acayucan och delstaten Veracruz, i den sydöstra delen av landet, 500 km öster om huvudstaden Mexico City. Aguapinole ligger 46 meter över havet och antalet invånare är 569.
Terrängen runt Aguapinole är platt, och sluttar västerut. Runt Aguapinole är det ganska tätbefolkat, med 93 invånare per kvadratkilometer. Närmaste större samhälle är San Juan Evangelista, 9,8 km söder om Aguapinole. Omgivningarna runt Aguapinole är en mosaik av jordbruksmark och naturlig växtlighet.